# Kuniwo Nakamura
Pour les articles homonymes, voir Nakamura.
Kuniwo Nakamura (en japonais : 中村國雄), né le 24 novembre 1943 dans l'État de Peleliu (Palaos) et mort le 14 octobre 2020, est un homme politique paluan.

## Biographie

### Famille et formation
Kuniwo Nakamura est le fils d'un immigré japonais originaire de Matsusaka et de la fille d'une chef de tribu des Palaos. Il n'est même pas âgé d'un an lorsque les États-Unis prennent le contrôle de l'archipel, à l'issue de la bataille de Peleliu. Il obtient son baccalauréat sous l'occupation américaine et décide de poursuivre ses études à l'université d’Hawaï. De retour aux Palaos, il devient professeur dans un lycée local. 

### Carrière politique
Il est le vice-président des Palaos de 1989 à 1993. En 1992, il décide de se porter candidat à l'élection présidentielle (en), lors de laquelle il obtient 37,18 % des suffrages exprimés au premier tour, terminant ainsi en seconde position devant le président sortant Ngiratkel Etpison (24,75 %) et derrière le futur président (2009-2013) Johnson Toribiong (37,8 %), qu'il finit par battre au second tour, obtenant 50,7 % des suffrages exprimés contre 49,3 % pour ce dernier. Largement réélu en 1996, il est président des Palaos de 1993 à 2001. Il décide de ne pas se représenter pour un troisième mandat lors de l'élection présidentielle de 2000 (en), mais apporte son soutien à son vice-président Tommy Remengesau qui la remporte face au sénateur Peter Sugiyama (en). 

## Récompenses
Kuniwo Nakamura est récipiendaire du Prix mondial de la paix (en), obtenu en 1997 pour son leadership dans l’accession de la république des Palaos à l’indépendance et à la démocratie, la promotion de la stabilité politique et la préservation de l’environnement naturel.